# Турульов Юрій Валерійович
Ю́рій Вале́рійович Турульо́в (14 листопада 1967, Старі Гривки, РРФСР) — український колаборант з РФ, проросійський терорист та воєнний злочинець, очільник окупаційної адміністрації Чорнобаївки (2022).

## Життєпис
Юрій Турульов — етнічний росіянин. Народився у селі Старі Гривки, що у Саратовській області.
Працював директором херсонської автостанції.
Після повномасштабного вторгнення РФ до України Юрій із донькою Юлією Турульовою підтримали війська агресора. 5 травня 2022 року Турульов став керівником окупаційної адміністрації Чорнобаївської територіальної громади. Колишні працівники сільради відмовилися від співпраці з ним і залишили адміністративне приміщення, захоплене росіянами. На новій посаді Турульов займався переслідуванням місцевих мешканців та незаконно розпоряджався комунальним майном.
4 червня СБУ оголосила Турульову підозру за ч. 5 ст. 111-1 ККУ (колабораційна діяльність), згідно з якою йому загрожувало до 10 років ув'язнення.
22 червня того ж року на Херсонщині було підірвано автомобіль Турульова. Сам колаборант отримав лише легкі пошкодження.
У квітні 2023 року було затримано Юлію Турульову, доньку Юрія, яка також брала участь у роботі місцевої окупаційної адміністрації.